# Emberiza striolata

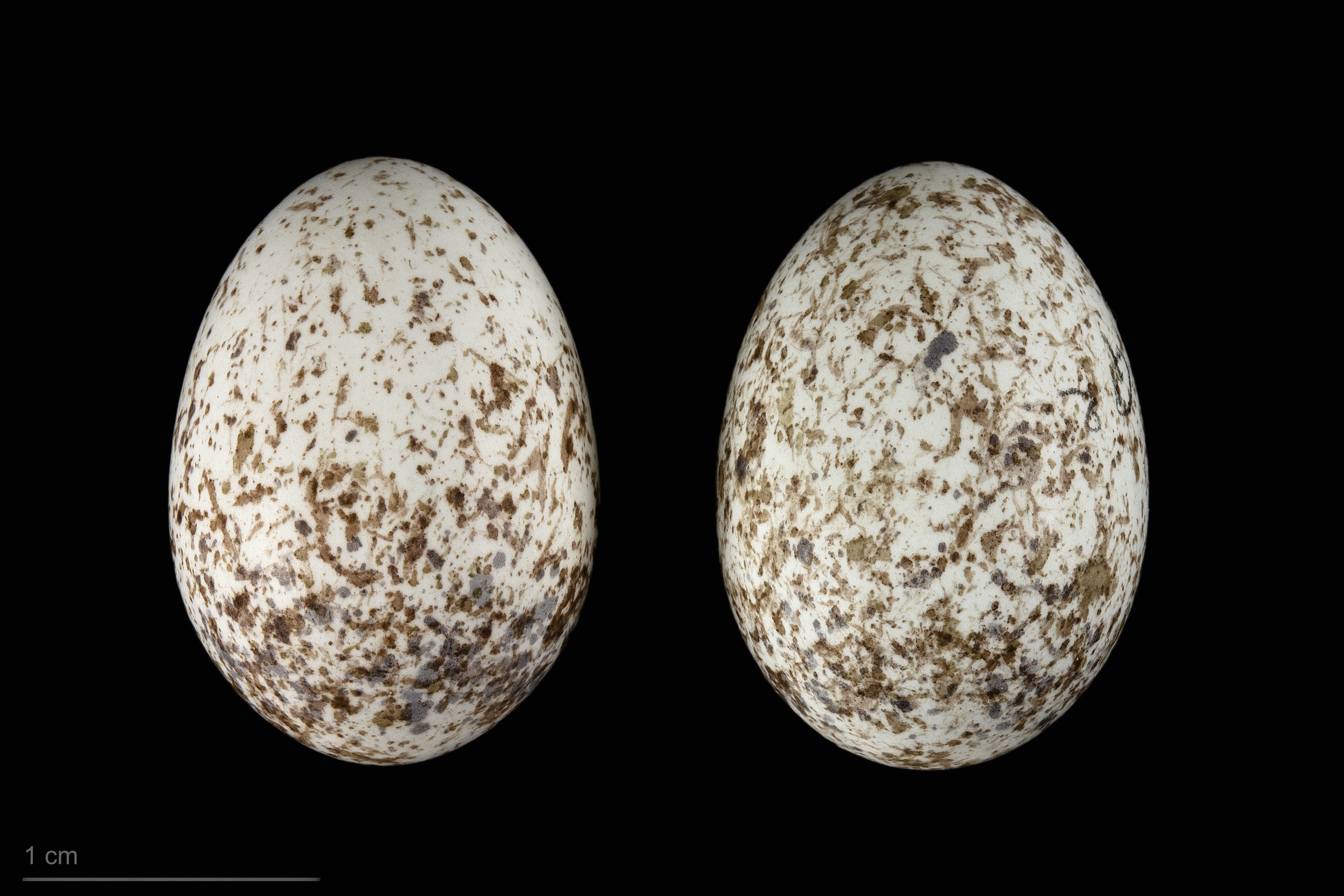
Emberiza striolata

Emberiza striolata là một loài chim trong họ Emberizidae.